# Taquaral (kommun)
Taquaral är en kommun i Brasilien.   Den ligger i delstaten São Paulo, i den sydöstra delen av landet, 600 km söder om huvudstaden Brasília. Antalet invånare är 2 726.
Följande samhällen finns i Taquaral:
- Taquaral

Trakten runt Taquaral består till största delen av jordbruksmark. Runt Taquaral är det ganska tätbefolkat, med 93 invånare per kvadratkilometer.